# Facultad de Artes de la Universidad de Chile
La Facultad de Artes de la Universidad de Chile existe como organismo autónomo propio desde el 31 de diciembre de 1929, cuando se reúnen en una sola institución las diversas instituciones creadas para la promoción de las artes en general, entre ellas el Conservatorio Nacional de Música y Declamación, la escuela de Cinematografía educativa, Departamento de Teatro y la Escuela de Bellas Artes. Su primer decano fue Ricardo E. Latcham. Su actual decano es Fernando Carrasco Pantoja.

## Historia
En el siglo XIX la Universidad de Chile fue pionera en darle importancia a las artes y a su vinculación con la comunidad. Un primer paso fue la fundación de la Academia de Pintura en 1849, que más tarde se convirtió en la Escuela de Bellas Artes. En 1929 la Escuela, junto al Conservatorio Nacional de Música y Declamación, la Escuela Cinematográfica Educativa y el Departamento de Extensión Artística, formaron la Facultad de Bellas Artes. Con esto se inició una nueva etapa de profesionalización. Poco más de una década después se unió el Instituto de Extensión Musical, la Orquesta Sinfónica de Chile, el Teatro Experimental y la Escuela de Danza, donde se formaron los primeros bailarines que luego integrarían el Ballet Nacional Chileno (BANCH). En 1948 la Facultad de Bellas Artes se dividió en Facultad de Ciencias y Artes Musicales y de la Representación y Facultad de Ciencias y Artes Plásticas (que pasó a llamarse Facultad de Bellas Artes en 1954). En 1981 nuevamente estas dos facultades fueron unificadas en una sola, la Facultad de Artes. Hoy esta institución es reconocida por sus egresados, que le dan alma artística a la universidad.

## Organización
La Facultad cuenta con una escuela básica, una escuela de pregrado y otra de posgrado. Estas escuelas se coordinan con los departamentos de Artes Visuales, Teoría de las Artes, Danza, Teatro, Música y el  recientemente creado (2017) Departamento de  Sonido . Además existen los centros de Documentación de las Artes Visuales en Chile, de Documentación e Investigación Musical (CEDIM), la Mediateca: Archivo sonoro del Departamento de Música, de Documentación del Teatro de Chile, de Investigaciones de Estéticas Latinoamericanas (CIELA) y de Creación Artística e Investigación Interdisciplinaria (CeCAII). Tiene también a su cargo la administración del Museo de Arte Contemporáneo de Santiago (MAC), del Museo de Arte Popular Americano Tomás Lago (MAPA), del Teatro Nacional Chileno y del Instituto Artístico Secundario de la Universidad de Chile (ISUCH). Todas estas unidades se reparten entre las distintas sedes con que cuenta la facultad: Las Encinas (en la comuna de Ñuñoa, donde se encuentran los departamentos de Artes Visuales y Teoría de las Artes, además de la sala de exhibición Juan Egenau), Alfonso Letelier Llona (Compañía 1264, en la comuna de Santiago, donde se encuentran los departamentos de Danza, Música y Sonido, además de las oficinas centrales de decanato y la sala Isidora Zegers) y Pedro de la Barra (Morandé 750, también en Santiago, acoge al departamento de Teatro, además de las salas Agustín Siré con capacidad para 160 espectadores y la Sergio Aguirre para 60). Esto además de las dos sedes con que cuenta el Museo: el tradicional edificio en Parque Forestal, y el que administra en el Parque Quinta Normal.

## Concursos

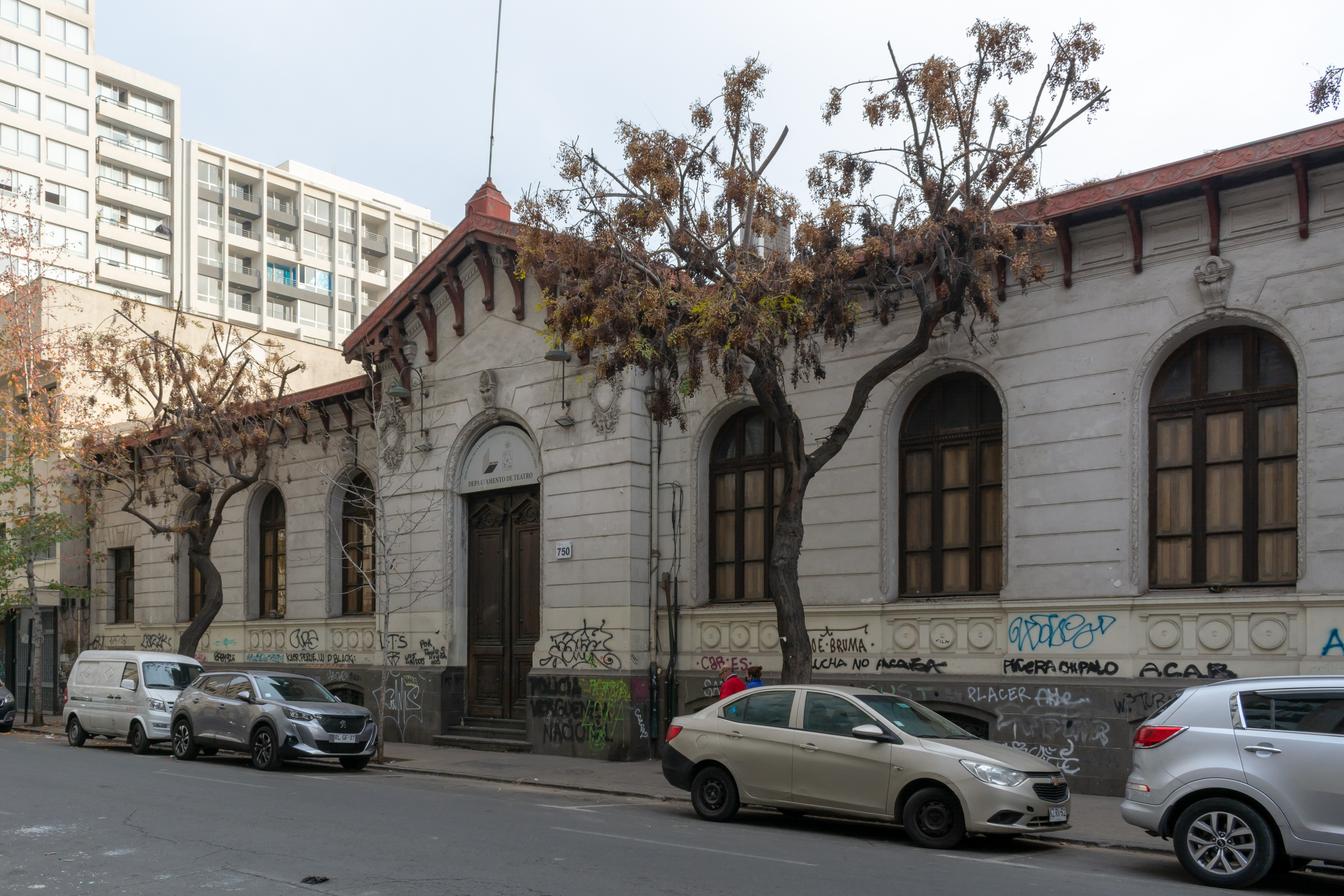
Sede Pedro de la Barra, en calle Morandé.

La Facultad de Artes organiza varios concursos, pero hay uno en especial que relaciona la música con los escolares que demuestran talento para ella. Este concurso se realiza en el mes de octubre, en la sala Isidora Zegers (Que está en la misma Facultad) y son invitados colegios con participación musical relevante a presentarse en ella. Es un concurso totalmente ad honorem, ya que no se gana ningún premio ni se pelea por puestos, siendo el premio quedar seleccionado para el concurso. Generalmente participan colegios especializados en música, como el Liceo Experimental de Música y colegios con orientación artística como el Colegio Leonardo Da Vinci de Calama. Aunque ha habido excepciones, ya que en sus versiones 2005 y 2006 participó el Colegio Teresiano Enrique de Ossó que no tiene una orientación artística marcada. 

## Publicaciones
Dentro de las publicaciones de esta facultad están la Revista de Teoría del Arte (1999) del Departamento de Teoría e Historia del Arte, la Revista [cuatro treinta y trés] (2018) del Departamento de Artes Visuales, la Revista Musical Chilena (1945) y la revista Átemus (2016) del Departamento de Música, así como la revista A.Dnz (2015) del Departamento de Danza.